# Gao Feng
Gao Feng (en chino: 高峰; 2 de febrero de 1982) es una deportista china que compitió en judo.
Participó en los Juegos Olímpicos de Atenas 2004, obteniendo una medalla de bronce en la categoría de –48 kg. En los Juegos Asiáticos de 2006 consiguió una medalla de oro.

## Palmarés internacional
| Juegos Olímpicos | Juegos Olímpicos | Juegos Olímpicos  | Juegos Olímpicos |
| Año              | Lugar            | Medalla           | Categoría        |
| ---------------- | ---------------- | ----------------- | ---------------- |
| 2004             | Atenas (Grecia)  | Medalla de bronce | –48 kg           |
| Juegos Asiáticos |                  |                   |                  |
| Año              | Lugar            | Medalla           | Categoría        |
| 2006             | Doha (Catar)     | Medalla de oro    | –48 kg           |